# Swimsuit Calendar Girls
Swimsuit Calendar Girls ist eine US-amerikanische Pornofilmreihe des Produktionsstudios Elegant Angel. Regisseure der Filme sind William H. Nutsack, Toni Ribas, Derek „Dreadneck“ Dozer sowie Sid Knox.

## Hintergrund
In den Jahren 2008 bis 2010 wurden die ersten vier (durchnummerierten) Teile der Serie gedreht, von 2011 bis 2013 erschienen dann im jährlichen Turnus weitere (schlicht nach dem Jahr der Veröffentlichung) betitelte Folgen. Nach einer Pause von zwei Jahren folgten 2016 und 2017 der achte und der neunte Teil, denen sich nach einer weiteren Pause 2019 der zehnte Teil anschloss.
Die einzelnen Szenen – die Anzahl pendelt zwischen vier und fünf pro Folge – zeigen im Regelfall heterosexuell agierende Paare und decken die ganze Vielfalt pornographischer Handlungen ab, wobei ein grundsätzliches Element der Oralverkehr (Fellatio ebenso wie Cunnilingus) ist. In den ersten zehn Teilen fallen lediglich eine Szene mit Darstellungen lesbischer Sexualität (erster Teil) und eine Triole (achter Teil) aus dem Rahmen. Ein wiederkehrendes Sujet aller Teile und aller Szenen ist zudem die Kleidung der beteiligten Darstellerinnen: Sie erscheinen zu Beginn stets im Bikini.
Alle Teile der Serie wurden direkt auf DVD (Straight-to-DVD) veröffentlicht und enthielten dabei im Rahmen der Zweitverwertung oftmals Bonusszenen aus anderen Produktionen. Beim ersten Werk war dies beispielsweise „Brianna Love is Buttwoman“ und beim zweiten Teil Eva Angelina und Mark Ashley aus dem ersten Teil.

## Rezeption
Zu jeder einzelnen Folge der Filmreihe existieren Rezensionen. Zum ersten Teil hieß es beispielsweise, dass es sich um eine großartige DVD für „Hardcore-Perverse“ handele, die gerne „kurvige Frauen“ sehen würden, denen es „richtig hart besorgt“ würde (This is a great DVD for hard-core perverts who like to watch curvy girls getting fucked really hard). Gleichwohl wurde kritisiert, dass die verschiedenen Darstellung des Aktes vergleichsweise monoton wären (That said, there needs to be a little bit more variety in the sex.).
Don Houston von XCritic.com, der den ersten Teil „highly strokable“ fand, hielt in seinem Fazit zum zweiten Teil fest, dass dieser genügend Wert für Wiederholungen habe und daher wärmstens empfohlen werde (replay value enough to merit a tentative rating of Highly Recommended).
In der Tendenz zeigen sich auch die Rezensionen zu den weiteren Teilen ähnlich wohlwollend.

## Darsteller
- Swimsuit Calendar Girls 1 (2008): Eva Angelina, Mark Ashley, Abbey Brooks, Steve Holmes, Nina Mercedez, Gianna Michaels, Amy Ried, Sophia Santi, Justice Young
- Swimsuit Calendar Girls 2 (2008): Mark Ashley, Carmella Bing, Mick Blue, James Deen, Kagney Linn Karter, Kristina Rose, Lee Stone, Shyla Stylez, Alexis Texas
- Swimsuit Calendar Girls 3: Latin Edition (2009): Mark Ashley, Charley Chase, Evie Delatosso, Rebeca Linares, Mariah Milano, Mr. Pete, Anthony Rosano, Kristina Rose
- Swimsuit Calendar Girls 4 (2010): Asa Akira, Tori Black, Mick Blue, Gracie Glam, Steve Holmes, Jayden Jaymes, Phoenix Marie, Anthony Rosano, Michael Stefano
- Swimsuit Calendar Girls 2011: Jessie Andrews, Marco Banderas, Breanne Benson, Liza Del Sierra, Erik Everhard, Manuel Ferrara, Holly Michaels, Ramon Nomar, Lela Star
- Swimsuit Calendar Girls 2012: Lexi Belle, James Deen, Manuel Ferrara, Steve Holmes, Brooklyn Lee, Krissy Lynn, Mr. Pete, Tasha Reign, Jada Stevens
- Swimsuit Calendar Girls 2013: Anikka Albrite, Mick Blue, Teal Conrad, James Deen, Gia Dimarco, Manuel Ferrara, Kortney Kane, Adriana Luna, Mr. Pete, Toni Ribas
- Swimsuit Calendar Girls 2016: Jordan Ash, Bill Bailey, Kimberly Brix, Johnny Castle, Leah Gotti, Stacy Jay, Morgan Lee, Ramon Nomar, Brittany Shae
- Swimsuit Calendar Girls 2017: Mick Blue, Markus Dupree, Honey Gold, Karlee Grey, Jill Kassidy, Alexis Monroe
- Swimsuit Calendar Girls 2019: Carmen Caliente, James Deen, Gia Derza, Markus Dupree, Honey Gold, Isiah Maxwell, Ramon Nomar, Jessa Rhodes

## Auszeichnungen
AVN Awards
- 2010: Nominierung „Best Couples Sex Scene“
- 2012: Nominierung „Best Tease Performance“ für Holly Michaels
- 2013: Nominierung „Best All-Sex Release“
- 2014: Nominierung „Best All-Sex Release“
- 2019: Nominierung „Best Anthology Movie“

Inked Awards
- 2019: Nominierung „Scene of the Year“ für Honey Gold und Isiah Maxwell